# Церква Святителя Миколая (Ірпінь)
Церква Святителя Миколая (Миколаївська церква) — православний (ПЦУ) храм у місті Ірпені Київської області; сучасний духовний осередок міста. Будівництво було розпочато у 1999 році, закінчено у 2017 році на території Державного податкового університету за сприянням цього навчального закладу, а саме його ректора — Петра Мельника і проректора Тараса Проценка.
Храм є еклектичним за архітектурою, з деякими елементами українського бароко.Кількість парафіян, яку може вмістити храмова будівля-близько 200.
При храмі є недільна школа для дітей, з 2010 року існує скаутський загін, час от часу відбуваються тематичні лекторії для дорослих і місіонерські літургії. Священики храму беруть участь у значних подіях Університету державної фіскальної служби України і проводять просвітницько-виховні зустрічі зі студентами цього ВНЗ . Клір храму складають 4 священика і диякон. Настоятель-протоієрей Андрій Клюшев, є членом межконфесійної ради Ірпеня.
Хор храму є найкращим у Приірпінні і брав участь у багатьох міських, національних та міжнародних музичних заходах.

## Святині та гості храму
Після освячення храму та першої відслуженої літургії Його Блаженство Володимир (Сабодан), митрополит Київський і всія України, вручив в дар храму частку мощей святителя і чудотворця Миколая.
19 грудня 2001 року Преосвященнійший Павло єпископ Вишгородський, намісник Києво-Печерської Лаври, відслуживши в храмі літургію, подарував йому частку мощей чотирьох преподобних Печерських (прп. Аліпія-іконописця, прп. Нестора-літописця, прп. Мойсея Угрина, прп. Агапіта-лікаря), а також священномученика Володимира митрополита Київського і Галицького.
За час існування храму його відвідували багато ієрархів як УПЦ, так і РКЦ, УГКЦ, вірменської апостольської церкви, відомих політиків. Подарункові ікони деяких з них зараз прикрашають стіни храму.
Розклад богослужінь
Храм відчинено з вівторка по п'ятницю з 9.00 до 17.00
Субота: 9.00-акафіст, 10.00 -панахида, 17.00 — вечірня
Неділя: 8.30-утреня, 10.00-літургія
Понеділок вихідний (якщо немає свята).
Сповідь відбувається у суботу під час вечірньої служби, та напередодні свят, також ввечорі.
Група у Facebook: https://www.facebook.com/groups/752838214799049/